# Дика сімейка Торнберрі
«Дика сімейка Торнберрі» (англ. The Wild Thornberrys) — мультсеріал виробництва компанії Nickelodeon. В Україні мультсеріал транслювався у власному озвученні Новим каналом у 2000–2002 роках, і у 2018 телеканалом Paramount Comedy Україна, в озвученні студії 1+1.

## Сюжет
Голова сімейства Торнберрі — Найджел, відомий ведучий документальних фільмів про дику природу «Тваринний Світ очима Найджела Торнберрі». Разом з дружиною Маріанною та двома дочками Елізою та Деббі, вони подорожують світом на фургоні. Еліза — молодша сестра, за порятунок африканського шамана отримала здатність розмовляти з тваринами. Її найкращий друг — шимпанзе Дарвін. Під час зйомок на острові Борнео сім'я Торнберрі поповнюється ще однією дитиною — хлопчиком Донні. Його батьків вбили браконьєри, а вихованням займалася самка орангутанга. Донні розмовляє своєю рідною мовою, яка є незрозумілою для оточуючих, але при цьому він розуміє мову людей.

## Заставка
Кожний епізод починається з монологу Елізи, супроводжуваного музикою. З нього глядач, який вперше дивиться мультфільм, коротко зможе дізнатися про склад сім'ї Торнберрів, їхні заняття та про можливості Елізи спілкуватися з тваринами.
| Мультфільми | Це незавершена стаття про анімаційний фільм. Ви можете допомогти проєкту, виправивши або дописавши її. |

1. ↑  http://dbpedia.org/resource/The_Wild_Thornberrys